# Victor Klemperer
Victor Klemperer (født 9. oktober 1881 i Landsberg an der Warthe, død 11. februar 1960 i Dresden) var en tysk litteraturvidenskabsmand og forfatter. Han er blandt andet kendt for at dokumentere sproget i Det tredje Rige med bogen LTI – Notizbuch eines Philologen (Lingua Tertii Imperii: Sprache des Dritten Reiches) og for sine dagbøger hvor han dokumenterer sit liv som intellektuel jøde i Det tredje Riges hverdag.